# Unterseeboot 223
Le Unterseeboot 223 (ou U-223) est un sous-marin allemand (U-Boot) de type VII.C utilisé par la Kriegsmarine (marine de guerre allemande) pendant la Seconde Guerre mondiale

## Historique
Mis en service le 6 juin 1942, l'Unterseeboot 223 suit son temps d'entraînement initial à Danzig au sein de la 8. Unterseebootsflottille jusqu'au 31 janvier 1943, l'U-223 rejoint son unité de combat à Saint-Nazaire avec la 6. Unterseebootsflottille avant de rejoindre le 1er novembre 1943 la 29. Unterseebootsflottille basé à Toulon.
Il réalise sa première patrouille, quittant le port de Kiel le 12 janvier 1943 sous les ordres de l'Oberleutnant zur See Karl-Jürg Wächter. Après 54 jours de mer et un palmarès de douze navires coulés pour un total de 12 556 tonneaux, l'U-223 rejoint Saint-Nazaire le 6 mars 1943.
L'Unterseeboot 223 effectue six patrouilles dans lesquelles il a coulé douze navires marchands pour un total de 12 556 tonneaux, un navire de guerre de 1 935 tonnes et a endommagé un navire marchand de manière irrécupérable de 4 970 tonneaux et un navire de guerre de manière irrécupérable de 1 300 tonnes au cours de 196 jours en mer.
Le 11 mai 1943, l'U-223 subit une attaque par le destroyer britannique HMS Hesperus qui lui lance des charges de profondeur l'obligeant à faire surface. Le destroyer l'éperonne. Deux hommes d'équipage sont perdus en mer, l'un d'eux est secouru par l'U-359 et retrouve l'U-223 trois jours plus tard, ce dernier étant parvenu à échapper au destroyer. L'U-223, dans l'impossibilité de plonger, rentre au port le 24 mai. Les réparations l'immobilisent jusqu'au 14 septembre.
Sa sixième patrouille commence à Toulon le 16 mars 1944 toujours sous les ordres de l'Oberleutnant zur See Peter Gerlach. Après quinze jours en mer, l'U-223 est repéré et attaqué par les destroyers britanniques HMS Laforey, HMS Tumult, HMS Wilton , HMS Hambledon et HMS Blencathra. Après près de 27 heures de traque et de grenadage, l'U-boot fait surface et tire 3 torpilles sur le HMS Laforey qui est envoyé par le fond avec 182 membres d'équipage. Le reste de la force britannique réplique à son tour et l'U-boot est pris sous le feu nourrit des destroyers. Acculé, et après une chasse de plus d'une journée, l'U-223 sombre au fond de la mer à la position géographique 38° 48′ N, 14° 10′ E.
Il y a vingt-sept survivants sur les cinquante sous-mariniers de l'équipage.

## Affectations successives
- 8. Unterseebootsflottille à Danzig du 6 juin 1942 au 31 janvier 1943  (entraînement)
- 6. Unterseebootsflottille à Saint-Nazaire du 1er février au 31 octobre 1943  (service actif)
- 29. Unterseebootsflottille à Toulon du 1er novembre 1943 au 30 mars 1944  (service actif)

## Commandement
- Oberleutnant zur See, puis Kapitänleutnant Karl-Jürgen Wächter du 6 juin 1942 au 12 janvier 1944
- Oberleutnant zur See Peter Gerlach du 12 janvier au 30 mars 1944

## Patrouilles
|       | Commandant               | Départ            | Départ        | Arrivée          | Arrivée       | Jours     | Succès   |
| ----- | ------------------------ | ----------------- | ------------- | ---------------- | ------------- | --------- | -------- |
| 1     | Oblt. Karl-Jürg Wächter  | 12 janvier 1943   | Kiel          | 6 mars 1943      | Saint-Nazaire | 54 jours  | 12 556   |
| 2     | Oblt. Karl-Jürg Wächter  | 15 avril 1943     | Saint-Nazaire | 24 mai 1943      | Saint-Nazaire | 40 jours  |          |
| 3     | Kptlt. Karl-Jürg Wächter | 14 septembre 1943 | Saint-Nazaire | 16 octobre 1943  | Toulon        | 33 jours  | 4 970    |
| 4     | Kptlt. Karl-Jürg Wächter | 20 novembre 1943  | Toulon        | 17 décembre 1943 | Toulon        | 28 jours  | 1 300    |
| 5     | Oblt. Peter Gerlach      | 19 janvier 1944   | Toulon        | 12 février 1944  | Toulon        | 25 jours  |          |
| 6     | Oblt. Peter Gerlach      | 16 mars 1944      | Toulon        | 30 mars 1944     | Coulé         | 15 jours  | 1 935    |
| Total | Total                    | Total             | Total         | Total            | Total         | 195 jours | 20 761 t |

Note : Oblt. = Oberleutnant zur See - Kptlt. = Kapitänleutnant 

### Opérations Wolfpack
L'U-223 a opéré avec les Wolfpacks (meute de loups) durant sa carrière opérationnelle:
1. Haudegen (26 janvier 1943 - 2 février 1943)
2. Nordsturm (2 février 1943 - 9 février 1943)
3. Haudegen (9 février 1943 - 15 février 1943)
4. Taifun (15 février 1943 - 20 février 1943)
5. Amsel (22 avril 1943 - 3 mai 1943)
6. Amsel 2 (3 mai 1943 - 6 mai 1943)
7. Elbe (7 mai 1943 - 10 mai 1943)
8. Elbe 2 (10 mai 1943 - 12 mai 1943)

## Navires coulés
L'Unterseeboot 223 a coulé trois navires marchands pour un total de 12 556 tonneaux, un navire de guerre de 1 935 tonnes et a endommagé un navire marchand de manière irrécupérable de 4 970 tonneaux et un navire de guerre de manière irrécupérable de 1 300 tonnes au cours des six patrouilles (195 jours en mer) qu'il effectua.
| Date             | Navire          | Pavillon    | Tonnage | Fait                      |
| ---------------- | --------------- | ----------- | ------- | ------------------------- |
| 3 février 1942   | USAT Dorchester | USA         | 5 649   | Coulé                     |
| 23 février 1942  | Winkler         | Panama      | 6 907   | Coulé                     |
| 2 octobre 1943   | Stanmore        | Royaume-Uni | 4 970   | Endommagé - Irrécupérable |
| 11 décembre 1943 | HMS Cuckmere    | Royaume-Uni | 1 300   | Endommagé - Irrécupérable |
| 30 mars 1943     | HMS Laforey     | Royaume-Uni | 1 935   | Coulé                     |

### Référence
1. ↑  (en) U-223 sur le site Uboat.net

### Source
- (en) Cet article est partiellement ou en totalité issu de l’article de Wikipédia en anglais intitulé « German submarine U-223 » (voir la liste des auteurs).